# One Fine Day
『One Fine Day』（ワン・ファイン・デイ）は、日本の女性歌手、華原朋美の4作目のオリジナル・アルバム。

## 内容
- 小室哲哉プロデュースから独立後、初のオリジナル・アルバム。プロデューサーは浜崎あゆみなどを手掛けていた松浦勝人。
- 全曲、華原自身が単独で作詞をしており、作曲はシングルでも参加した菊池一仁や、浜崎あゆみに楽曲提供した星野靖彦、桑原秀明の3人が担当している。
- シングルにもなった「as A person」「be honest」は別アレンジで収録されている（シングル音源の編曲は明石昌夫）
- 「True Mind」は翌年リリースされたシングル「Believe In Future 〜真夜中のシンデレラ〜」のカップリングとしてリカットされた。ただし本作の音源とはミックスが異なっている。
- また「Blue Sky」も翌年華原の活動休止中にドラマのタイアップが決まり、シングルカットされている。
- 「my family」は休養中に華原が家族に宛てた手紙がそのまま歌詞になっている。

## 収録曲
| 全作詞: 華原朋美。 |                                           |           |           |          |      |
| #                  | タイトル                                  | 作詞      | 作曲      | 編曲     | 時間 |
| 1.                 | 「Don't Wanna Escape（D-Z Hyper Remix）」 | 華原朋美  | 菊池一仁  | D-Z      | 4:45 |
| 2.                 | 「A Broken Wing」                         | 華原朋美  | 星野靖彦  | 長岡成貢 | 4:58 |
| 3.                 | 「Future」                                | 華原朋美  | 菊池一仁  | 長岡成貢 | 5:26 |
| 4.                 | 「True Mind」                             | 華原朋美  | 星野靖彦  | 明石昌夫 | 5:09 |
| 5.                 | 「my family」                             | 華原朋美  | 菊池一仁  | 長岡成貢 | 6:06 |
| 6.                 | 「Only Once Generation」                  | 華原朋美  | 桑原秀明  | 明石昌夫 | 4:34 |
| 7.                 | 「Blue Sky」                              | 華原朋美  | 桑原秀明  | 明石昌夫 | 4:51 |
| 8.                 | 「be honest（Rearrange Version）」        | 華原朋美  | 菊池一仁  | 長岡成貢 | 5:04 |
| 9.                 | 「as A person（as A....）」               | 華原朋美  | 菊池一仁  | 菊池一仁 | 4:34 |
| 10.                | 「Don't Wanna Escape」                    | 華原朋美  | 菊池一仁  | 長岡成貢 | 5:52 |
| 11.                | 「as A person（Classic Version）」        | 華原朋美  | 菊池一仁  | 長岡成貢 | 5:10 |
| 合計時間:          | 合計時間:                                 | 合計時間: | 合計時間: | 56:29    |      |